# GMX Mail
GMX Mail (Global Message eXchange) — популярный в Западной Европе бесплатный сервис электронной почты. Принадлежит компании United Internet (Германия).

## История сервиса
GMX Mail принадлежит компании United Internet (Германия), существующей с 1988 года и имеющей штаб-квартиру в городе Монтабаур. Сервис GMX Mail основан в 1997 году. С 2001 года он является частью United Internet. В процессе ликвидации компании Lycos Europe и после её решения закрыть популярный французский сервис веб-почты Caramail в феврале 2009 года GMX Mail купил доменное имя Caramail и предоставил старым пользователям Caramail свои услуги. В 2010 году GMX Mail приобрел американский почтовый домен Mail.com. Пользователей электронной почты с российскими IP не регистрирует. Сервис хорошо воспроизводит кириллицу в заголовках и тексте электронных писем. Русского интерфейса нет. В настоящее время аудитория активных пользователей аккаунтов насчитывает 13—14 миллионов человек.

## Основные характеристики
Аккаунт электронной почты GMX включает коллектор (сборщик почты с других сервисов электронной почты), адресную книгу, органайзер, облачное хранилище файлов.
Дополнительные функциональные возможности:
- Неограниченный объём почтового ящика.
- Полноценный список контактов. Для каждого собеседника могут задаваться фотография, адреса и телефоны.
- Автозаполнение — подстановка адресов из списка, который отображается при наборе текста в строке «Кому» по имени пользователя или его электронному адресу, набранному даже частично.
- Автосохранение. При редактировании сообщений раз в минуту выполняется автоматическое сохранение черновика письма, для предотвращения потери данных в случае выключения питания или других сбоев.
- Использование безопасного соединения SSL[3].
- Возможность электронной подписи и автоответа.
- Создание новых папок и подпапок в электронной почте, названия папок только на латинице.
- Предоставление общего доступа к файлу.
- Антивирус и защита от спама.
- Предоставляет доступ к почтовым ящикам через веб-интерфейс, поддерживает протоколы POP3, SMTP и IMAP[4].
- Доступ к почте с мобильных устройств.
- Есть возможность входа в Facebook, используя зарегистрированный логин GMX и пароль,
- «Перетаскивание» папок и электронных писем.
- Инструменты для работы с письмами в веб-интерфейсе, например просмотр файлов .jpg, .png и т. д.
- Возможность смены темы (ограничивается только выбором цвета интерфейса).
- Установка приоритета письма (высокий, средний, низкий).

Кроме бесплатной версии сервис предлагает услуги платных версий GMX ProMail, GMX TopMail и GMX MailXchange с большими функциональными возможностями.

## Недостатки
- Наличие навязчивой рекламы в электронном ящике (правда, она убирается сторонними приложениями).
- Только пофайловая загрузка в облачное хранилище, отсутствует закачка папок.
- Отсутствие русского интерфейса.
- Нет возможности просмотра документов в электронном письме.
- Отсутствие в современной версии возможности использовать собственные или сторонние расширения.
- Нет возможности регистрации или создания аккаунта для пользователей стран СНГ, а также некоторых стран Азии, несмотря на то что присутствует бланк регистрации.

## Особенности GMX.net и GMX.com
|                                      | GMX.net       | GMX.com                            | Notes                                                         |
| ------------------------------------ | ------------- | ---------------------------------- | ------------------------------------------------------------- |
| Язык интерфейса                      | Немецкий      | Английский, французский, испанский |                                                               |
| Размер облачного файлового хранилища | Free — 1,5 Гб | Неограниченно                      | GMX ProMail — 5 Гб, GMX TopMail — 10 Гб                       |
| Файловое хранилище («MediaCenter»)   | Free — 1,5 Гб | 2 Гб                               |                                                               |
| Ограничение на вложение файла        | 20 Mб         | 50 Мб                              |                                                               |
| Деактивация аккаунта                 | Да            | Да                                 |                                                               |
| поддержка SMTP                       | Да            | Да                                 |                                                               |
| поддержка POP3                       | Да            | Да                                 |                                                               |
| поддержка IMAP                       | Нет           | Да                                 | GMX.net: только на платных GMX ProMail and GMX TopMail        |
| Дополнительные адреса                | Нет           | 10                                 | GMX.net: только на платных GMX ProMail — 10, GMX TopMail — 50 |

## Награды и оценки независимых рейтингов
- Рейтинг toptenreviews.com: 8,05 баллов из 10 и 4 место в рейтинге бесплатных и платных e-mail.[6].
- Оценка About.com: 4 из 5 звёзд и 2-е общее место в ежегодных рейтингах сервисов электронной почты 2010, 2011, 2012, 2013 (2012 и 2013 годы с Mail.com) годов[7].
- Рейтинг PCAdvisor.co.uk: 4 звезды из 5[8].